# Glasmuseum Boffzen

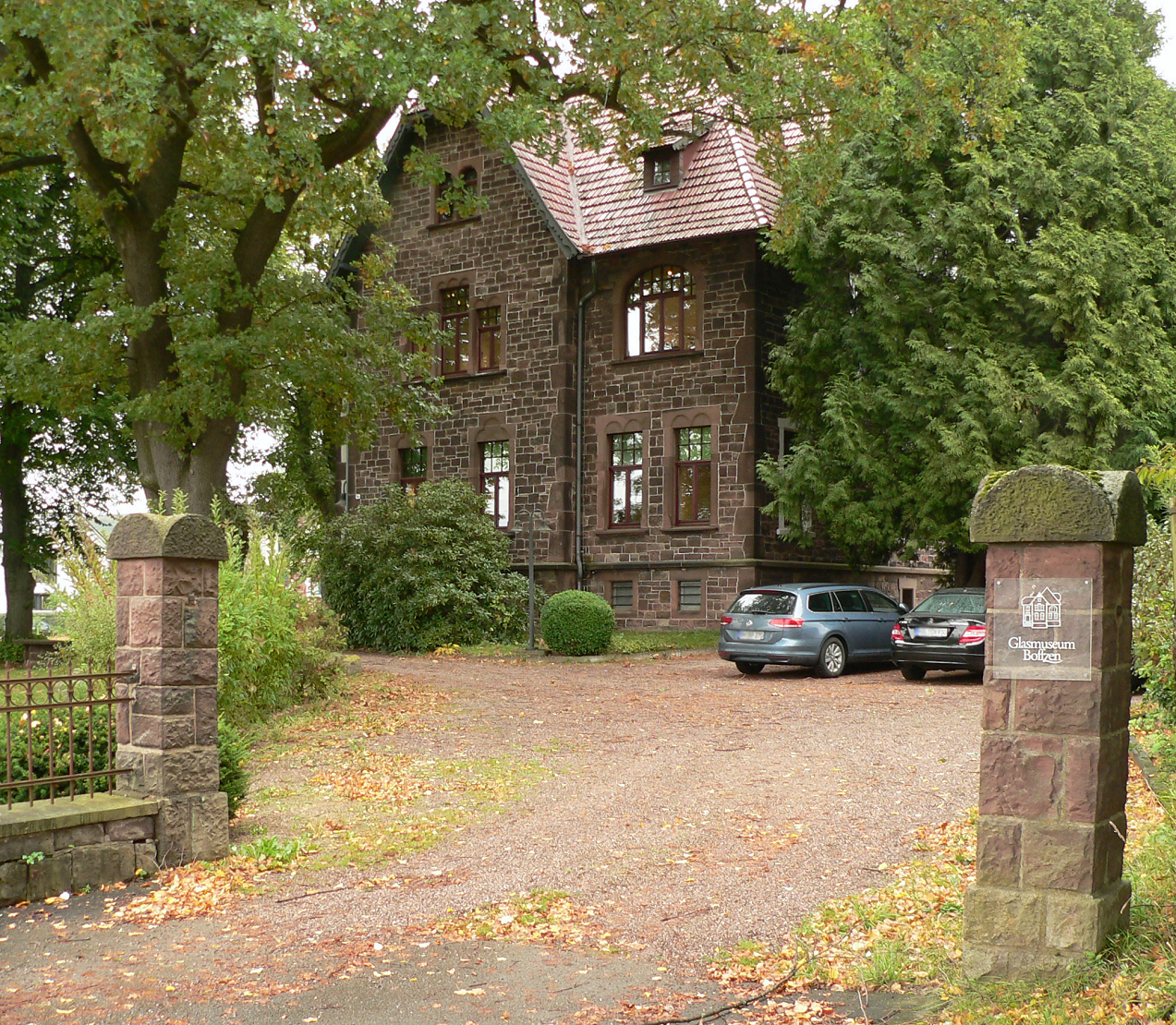
Das Glasmuseum Boffzen in der Villa der Fabrikantenfamilie Becker

Das Glasmuseum Boffzen ist ein Museum im niedersächsischen Boffzen, das sich mit der Geschichte der örtlichen Glasindustrie der letzten 150 Jahre seit der Industrialisierung beschäftigt. Es sieht sich in seinem Konzept als Ergänzung des benachbarten Erich-Mäder-Glasmuseums in Grünenplan, das über das Glasmachen vom Mittelalter bis zur Frühen Neuzeit in der Hilsregion informiert.

## Museumsgeschichte
Das Glasmuseum wurde 1991 unter der Trägerschaft der Gemeinde Boffzen gegründet. 2015–2017 wurde es vom Freundeskreis Glasmuseum Boffzen e. V. betrieben. Seit 2018 wird das Glasmuseum von einem neuen Team unter der Leitung des stellvertretenden Bürgermeisters Manfred Bues ehrenamtlich betreut. Die Finanzierung des Museums erfolgt durch die Gemeinde Boffzen sowie durch Spenden und Einnahmen.

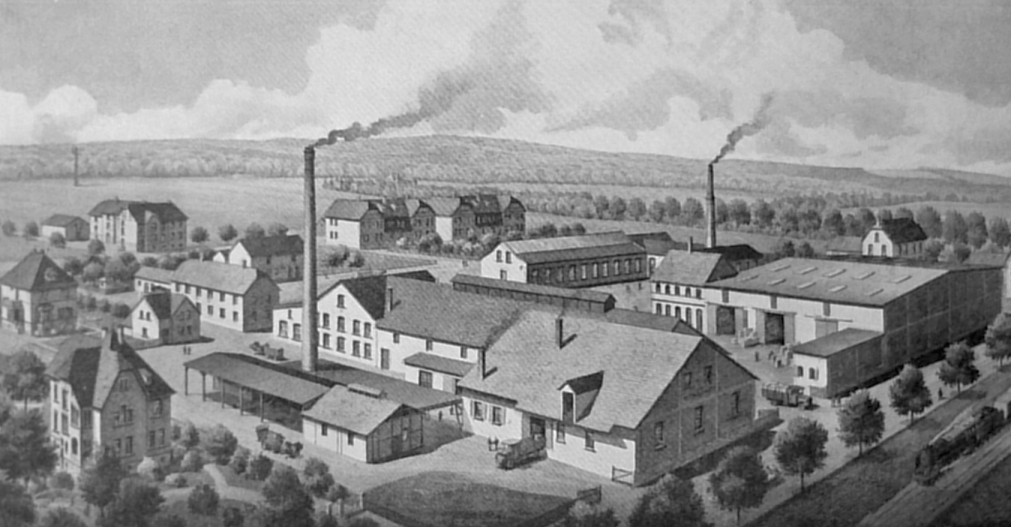
Die Georgshütte, links die Fabrikantenvilla der Familie Becker und heutiger Museumssitz, um 1918.

Das Museum ist untergebracht in der im Jahr 1905 erbauten Fabrikantenvilla der Glasmacherfamilie Becker, deren Vorfahren bereits seit Anfang des 15. Jahrhunderts in der Glasproduktion tätig waren. 1872 gründete Ludwig Wilhelm Becker die südlich des Wohngrundstücks liegende Georgshütte als Glashütte. Das Betriebsgelände ist seit der Stilllegung 1989 eine Industriebrache. Die Museumsausstellung widmet sich der Geschichte der örtlichen und überörtlichen Glasindustrie. Boffzen blickt auf eine über 500-jährige Glasmachertradition zurück, die Ausstellung befasst sich aber vorwiegend mit den letzten 150 Jahren der industriellen Glasfertigung in der Region.

### Regionale Glasgeschichte
Den geschichtlichen Hintergrund der örtlichen Glasmacherei von der ersten Waldglashütte im 16. Jahrhundert über die örtliche Glasmacherfamilie Becker, bis zu dem noch heute bestehenden Unternehmen Noelle + von Campe, dokumentiert das Museum anhand von Schautafeln und Objekten in seiner Dauerausstellung. Dazu zählen Dokumente aus dem Leben und zum Wirken von Johann Georg von Langen als Forstmann, Landesplaner und Wirtschaftsförderer in der Region.
Den Hintergrund für die Museumsgründung bildet die örtliche Glasmacherei mit den beiden glasverarbeitenden Boffzener Betrieben Georgshütte und Noelle + von Campe. Der weitere geschichtliche Rahmen ist die Glasgeschichte des Sollings, an dessen Westhang Boffzen liegt. Die waldreiche Gegend des Sollings war in früheren Jahrhunderten ein günstiger Standort für Waldglashütten, da sie zur Befeuerung der Schmelzöfen und zur Herstellung von Pottasche (Waldasche) auf große Holzmengen angewiesen waren. Anhand urkundlicher Erwähnungen und Bodenforschungen wird seit dem 9. Jahrhundert von über 20 früheren Waldglashütten im Solling ausgegangen, von denen nicht mehr als 3 bis 4 Hütten gleichzeitig bestanden. In der Neuzeit lösten ortsfeste Glashütten die mobilen Waldglashütten ab.

## Ausstellungen

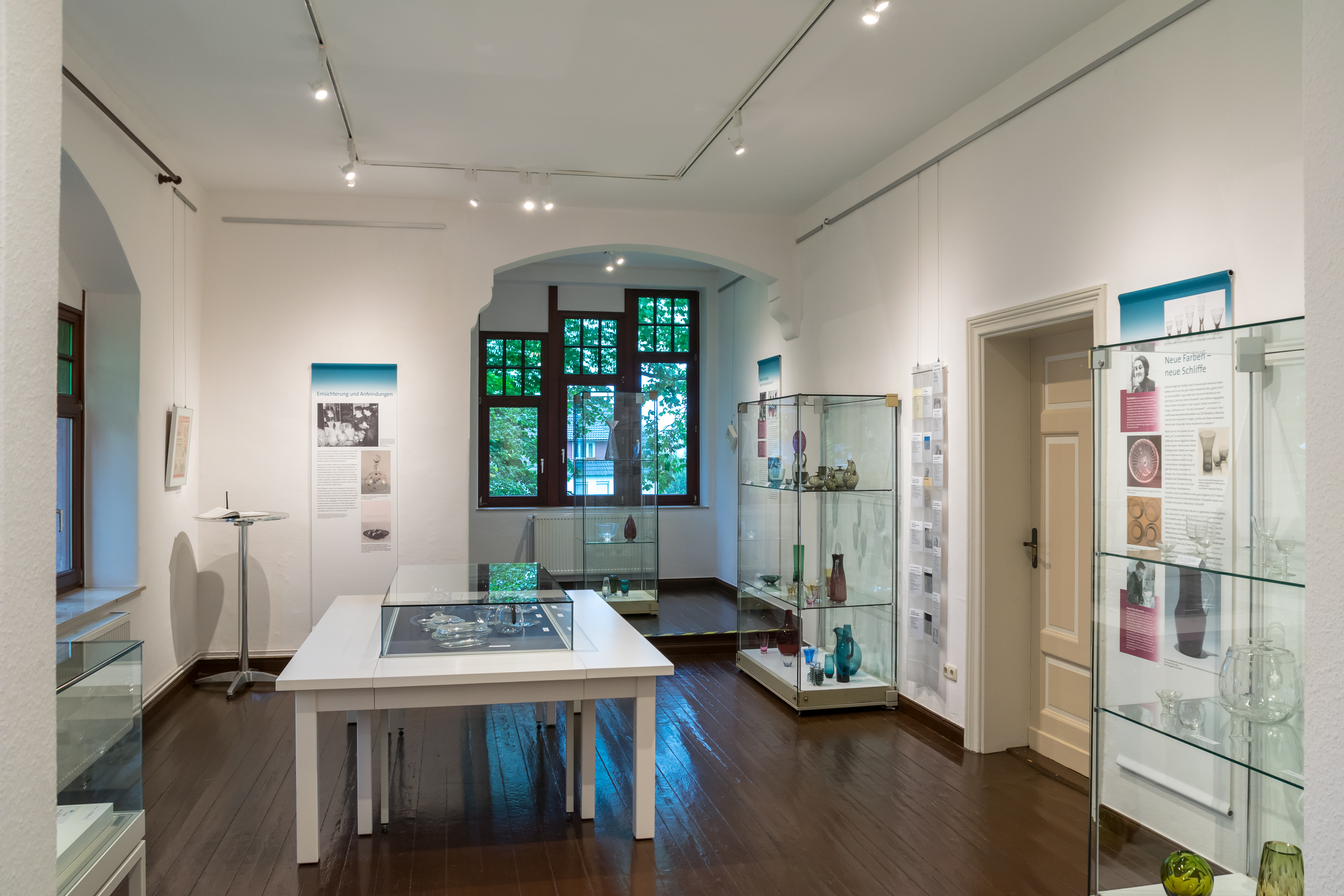
Ein Ausstellungsraum, 2017

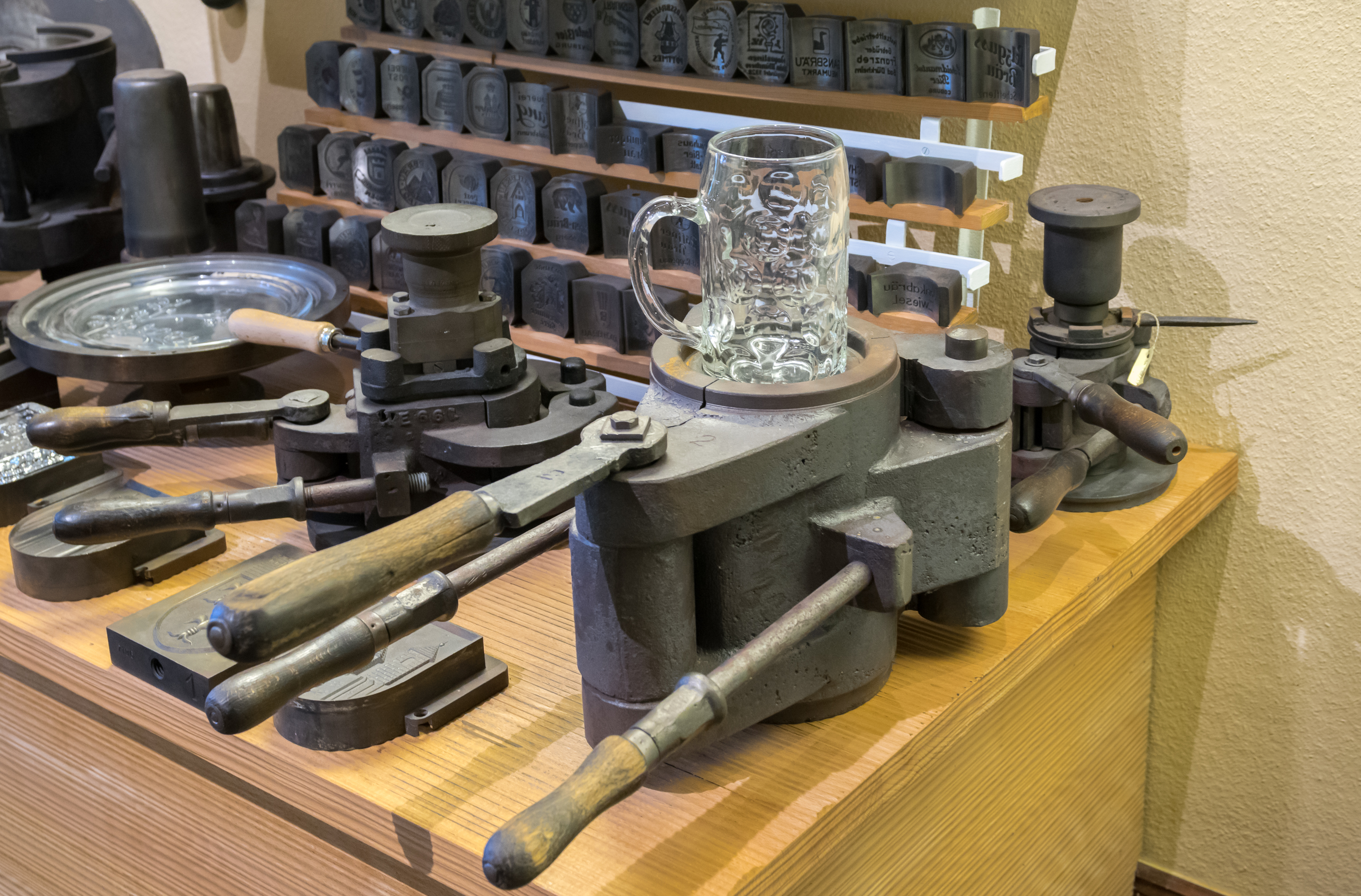
Pressglasform für Bierhumpen mit auswechselbaren Brauereiwappen, 2017

Das Glasmuseum Boffzen stellt vorwiegend Gebrauchs- und Haushaltsglas für den privaten Hausgebrauch und für den industriellen sowie gewerblichen Bedarf aus. Dazu zählen Gegenstände wie Karaffen und Weingläser sowie eine Vielzahl an Biergläsern aus den 1950er und 1960er Jahren. Es finden sich jedoch auch künstlerisch bemalte Einzelstücke, die für den Eigenbedarf der Glasmacher hergestellt wurden.
Schwerpunkt der Ausstellung ist der industrielle Fertigungsprozess von Pressglas. Aber auch mundgeblasene Objekte, Flaschen und Trinkgläser sind Bestandteil der Ausstellung. Der Prozess der Glasherstellung wird durch Werkzeuge, Formen, Geräte und Maschinen dokumentiert. Nicht nur industriell hergestelltes Glas, auch künstlerische Einzelstücke, wie Vasen, Gläser und Vereinspokale sind Bestandteil der Ausstellung.
Neben der Dauerausstellung organisiert das Museum auch Sonderausstellungen zu speziellen Themen aus Kunst, Kunstgewerbe und Industriegeschichte.
2015 gab es eine Gemeinschaftsausstellung zu Wilhelm Wagenfeld. Glas- und Prozellanobjekte der 1930er Jahre im Glasmuseum Boffzen und im Museum Schloss Fürstenberg. 2016 wurde die Geschichte des Unternehmens Noelle + von Campe anlässlich des 150-jährigen Jubiläums präsentiert. Außerdem fand eine Ausstellung zu den Glaskünstlerinnen Louise Lang und Franca Tasch und ihrer zweijährigen weltweiten sogenannten „Weiberwalz“ statt. 2017 folgte eine Ausstellung zum Glas der 1950er Jahre in Deutschland.
Ende 2017 wurden die Ausstellungsgegenstände des Glasmuseums ausgeräumt und an Einrichtungen in Braunschweig, Cottbus, Weißwasser und Leipzig zurückgegeben. Stattdessen werden seit 2018 Ausstellungsstücke aus der aktuellen Produktion der ortsansässigen Glashütte Noelle + von Campe gezeigt.

## Erweiterung und Planungen
2017 wurden Planungen des Museums bekannt, der Dauerausstellung für 90.000 Euro ein zeitgemäßeres Format zu verschaffen. Durch Multimediaeinrichtungen und Tablet-Computer sollte die 150-jährige Geschichte der Boffzener Glasherstellung nacherlebbar werden. Der Gemeinderat Boffzen gab keine feste Zusage über eine erforderliche Förderung des Vorhabens in Höhe von 13.500 Euro, woraufhin die ehrenamtlich Tätigen des Glasmuseums ihren Rückzug aus der Museumsarbeit ankündigten.
2018 wurden die Räumlichkeiten des Museums durch die Gemeinde Boffzen saniert. Es ist geplant das Museum ganzjährig zu betreiben.